# Маняк (община Владичин хан)
Маняк (на сръбски: Мањак или Manjak) е село в Югоизточна Сърбия, Пчински окръг, община Владичин хан.

## Население
Според преброяването на населението от 2011 г. селото има 366 жители.

### Етнически състав
Данните за етническия състав на населението са от преброяването през 2002 г.
- сърби – 638 жители
- украинци – 1 жител
- неизяснени – 2 жители